# 천안불당고등학교
천안불당고등학교(天安佛堂高等學校)는 대한민국 충청남도 천안시 서북구 불당동에 있는 공립 고등학교이다.

## 학교 연혁
- 2014년 10월 1일 : 천안불당고등학교 설립인가(33학급)
- 2017년 3월 1일 : 제1대 안용환 교장 취임
- 2017년 3월 2일 : 제1회 입학식(입학생 385명 11학급)
- 2017년 5월 12일 : 개교식
- 2020년 2월 7일 : 제1회 졸업식(졸업생 361명 11학급)
- 2022년 9월 1일 : 제3대 이광서 교장 부임
- 2024년 1월 5일 : 제5회 졸업식(졸업생 372명 12학급)
- 2024년 3월 4일 : 제8회 입학식(입학생 454명 13학급)
- 2025년 1월 9일 : 제6회 졸업식(졸업생 383명, 12학급)
- 2025년 3월 4일 : 제9회 입학식(입학생 422명, 12학급)

## 참고 자료
- 천안불당고등학교 - 한국교육학술정보원 학교알리미